# Czesława Kotarska
Czesława Kotarska (ur. 6 lutego 1924 w Kuźnicy Starej, zm. 5 grudnia 1991) – polska rolniczka, poseł na Sejm PRL VI kadencji.

## Życiorys
Uzyskała wykształcenie średnie. Podczas okupacji niemieckiej więziona była w obozie pracy w Miliczu. Po wojnie pracowała we własnym gospodarstwie rolnym w Przystajni. W latach 1948–1952 uczęszczała do Korespondencyjnego Liceum w Częstochowie. W latach 1954–1970 przewodniczyła Gromadzkiej Radzie Narodowej w Przystajni. W 1965 została radną Wojewódzkiej Rady Narodowej w Katowicach. W lipcu 1970 została instruktorką w Powiatowym Związku Kółek Rolniczych w Kłobucku. W latach 70. XX wieku pełniła funkcję naczelnika gminy Przystajń.
W 1955 wstąpiła do Polskiej Zjednoczonej Partii Robotniczej, gdzie zasiadała w egzekutywie Komitetu Powiatowego. Pełniła funkcję przewodniczącej Powiatowej Rady Kół Gospodyń Wiejskich w Kłobucku. W 1972 uzyskała mandat posła na Sejm PRL w okręgu Częstochowa. Zasiadała w Komisji Prac Ustawodawczych oraz w Komisji Pracy i Spraw Socjalnych.

## Odznaczenia
- Złoty Krzyż Zasługi
- Srebrny Krzyż Zasługi (1956)[3]